# Dorsal (esports)
El dorsal (del llatí dorsuālis) és un tros de tela, plàstic o paper amb un número que porten en l'esquena o davant l'abdomen els participants en molts esports i que permet la seua identificació correlativa.
En els esports d’equip, generalment, cada jugador posseeix un dorsal fix, relacionat amb la seua posició o amb la seua missió en el joc. També, es pot utilitzar el dorsal en competicions no esportives, com és el cas dels esports de motor, en el qual la numeració dels vehicles es pot trobar en la porta del conductor. Per regla general, ha de tindre unes dimensions de 19x25 cm, en competicions infantils la mida dels dorsals és inferior.
Els dorsals solen ser emprats en carreres populars, maratons, partits, gimnàstica artística... Aquesta peça es fa servir per a facilitar als àrbitres la tasca d'indicar amb els dits de les mans el número d'un jugador a la taula d'anotacions. En el cas dels esports aquàtics, els materials dels dorsals es fabriquen amb materials resistents a l'aigua i de polipropilé, lliure de PVC.